# Makrodaten
Makrodaten (oder Makroebene) ist in den Wirtschaftswissenschaften die Bezeichnung für die höchste Aggregationsebene von Daten in einem Staat. Pendant sind die Mikrodaten.

## Erkenntnisobjekt
Auf der Makroebene werden die Handlungen oder Interaktionen einzelner Akteure (Wirtschaftssubjekte wie Unternehmen, Privathaushalte) in ihrer Gesamtheit (Wirtschaftszweige, Bevölkerung) analysiert. Die Makroebene ist Erkenntnisobjekt der Makrosoziologie. Während diese die Formen der Vergesellschaftung untersucht, befasst sich die Mikrosoziologie mit Formen der Vergemeinschaftung. Bei der Vergesellschaftung stehen die Individuen ganz überwiegend in indirekten Beziehungen zueinander (internationale Organisationen, Weltgesellschaft), bei der Vergemeinschaftung gibt es unmittelbare Kontakte wie etwa die soziale Beziehung in Partnerschaften (Mikroebene).
Die Mehrebenenanalyse der Sozialwissenschaften untersucht unter anderem hierarchisch strukturierte Daten, die bei Personen beginnen und aufsteigend auf der Makroebene des Staates (Bevölkerung) enden. Sie unterstellt, dass es zwischen der Mikroebene und der Makroebene Abhängigkeiten gibt wie etwa das individuelle Konsumverhalten mit seiner Abhängigkeit vom allgemeinen Güterangebot. Zwischen beide Ebenen wird zuweilen noch die Mesoebene gestellt.

## Einteilung
Je nach Fachgebiet können unter anderem folgende Mikro- und Makroebenen unterschieden werden:
| Fachgebiet    | Mikroebene                                            | Makroebene                                                    |
| ------------- | ----------------------------------------------------- | ------------------------------------------------------------- |
| Bildungswesen | Schüler                                               | Schule                                                        |
| Demografie    | Person Migrant                                        | Einwohnerzahl Migration                                       |
| Finanzanalyse | Aktienanalyse einer Aktie Kreditanalyse eines Kredits | Portfolioanalyse (Aktienmarkt) Analyse eines Kreditportfolios |
| Soziologie    | Individuum Gruppe                                     | Bevölkerung Schicht                                           |
| Wirtschaft    | Beschäftigter Arbeitsentgelt Güter                    | Arbeitsmarkt Volkseinkommen Gütermarkt, Weltmarkt             |

Der einzelne Schüler gehört zur Mikroebene, seine Schulklasse zur Mesoebene und die Schule zur Makroebene. Die Gruppe kann auch als Mesoebene eingeordnet werden, der Weltmarkt ist die globale Makroebene.

## Sozialwissenschaften

„Coleman'sche Badewanne“

James Samuel Coleman entwickelte 1990 ein so genanntes „Makro-Mikro-Makro-Modell“, das einer Badewanne ähnelt und deshalb auch „Badewannen-Modell“ genannt wird. Er untersuchte die Mikroebene hinsichtlich individueller Entscheidungen, Handlungen und Interaktionen im Hinblick auf soziale Phänomene (etwa eine Ehescheidung oder ein Selbstmord) und deren Rückwirkungen auf die Makroebene (Scheidungsquote oder Selbstmordrate).

## Wirtschaftswissenschaften
Der Neokeynesianismus geht unter anderem davon aus, dass sich Schwankungen fundamentaler makroökonomischer Variablen (Beschäftigung, Volkseinkommen) nur erklären lassen, wenn Unvollkommenheiten auf der Mikroebene bestehen. Derartige mikroökonomischen Unvollkommenheiten sind etwa starre Löhne und Preise. Das Zusammenwirken auf der Mikroebene (etwa individuelle Entscheidungsprozesse) ist so miteinander gekoppelt, dass ein makroskopisches Systemverhalten entsteht. In der Wirtschaftstheorie werden auf der Mikroebene die Individualeinkommen nach Entstehung, Verwendung und Zusammenhängen mit anderen mikroökonomischen Variablen untersucht. Auf der Makroebene widmet sich die Perspektive dem Volkseinkommen und dem Sozialprodukt, das ebenfalls nach Entstehung, Verteilung und Verwendung untersucht wird.

## Makrodaten
Makrodaten sind Daten aus der Makroebene. Makrodaten sind das Aggregat sachlich zusammengehöriger Mikrodaten. Dazu gehören vor allem volkswirtschaftliche Kennzahlen wie etwa das Bruttoinlandsprodukt; es wird aus der Aggregation aller Umsatzerlöse oder Erträge von einzelnen Wirtschaftssubjekten gewonnen. Während die Ethnodemografie auf der Mikroebene analysiert, untersucht die Demografie die Migration, Fertilität oder Mortalität auf der Makroebene.

## Mikro- und Makroebene
Eine klare Trennlinie zwischen Mikro- und Makroebene kann oft nicht gezogen werden. Beim „Mikro-Makro-Problem“ wird davon ausgegangen, dass empirische Untersuchungen auf zwei verschiedenen Ebenen erfolgen können, nämlich der Mikroebene (individuelle Entscheidungen, Handlungen und Interaktionen sozialer Akteure) und der Makroebene größerer sozialer Einheiten.
Bislang unentschieden ist der methodische Streit zwischen den Makro- und den Mikrotheoretikern. Gestritten wird, welche Forschungsrichtung die ergiebigere ist, die Mikroebene mit ihren Entscheidungsprozessen der Individuen und der Abwägung zwischen Kosten und Nutzen oder die Makroebene, die Strukturen und Funktionen gesellschaftlicher Organisationseinheiten (Organisationen, Institutionen, Klassen, Schichten) untersucht.
Der Contagion-Effekt kann dazu führen, dass Risiken auf der Mikroebene sich auf die übergeordneten Ebenen ausweiten können. So kann ein lokal begrenzter Streik zu einer Behinderung von Lieferketten führen, die auch in anderen Regionen zu Lieferengpässen beitragen können.